# Pyrenopsis impolita
Pyrenopsis impolita är en lavart som först beskrevs av Theodor 'Thore' Magnus Fries, och fick sitt nu gällande namn av Forssell. Pyrenopsis impolita ingår i släktet Pyrenopsis och familjen Lichinaceae.  Arten är reproducerande i Sverige. Inga underarter finns listade i Catalogue of Life.